# Henry-Gewehr

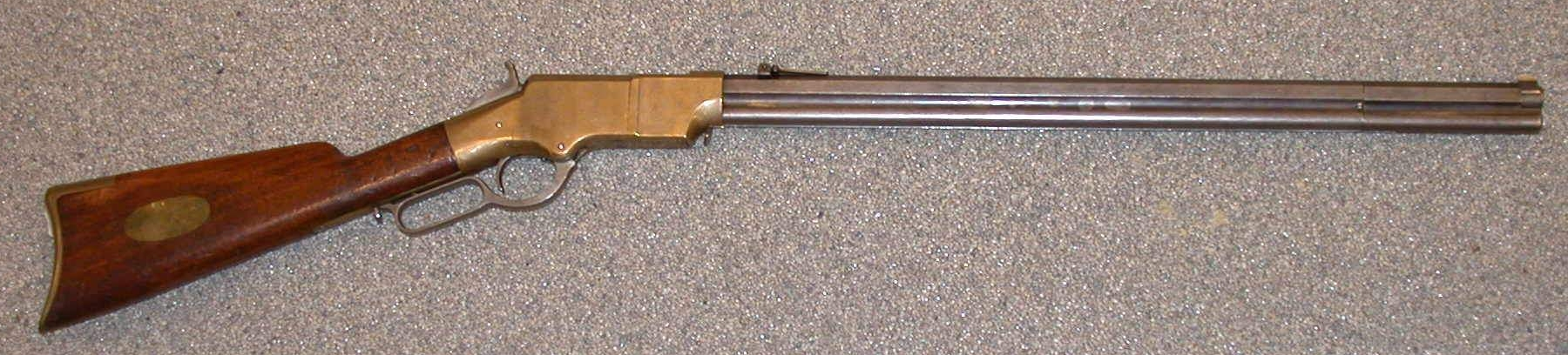
Henry Rifle 1860

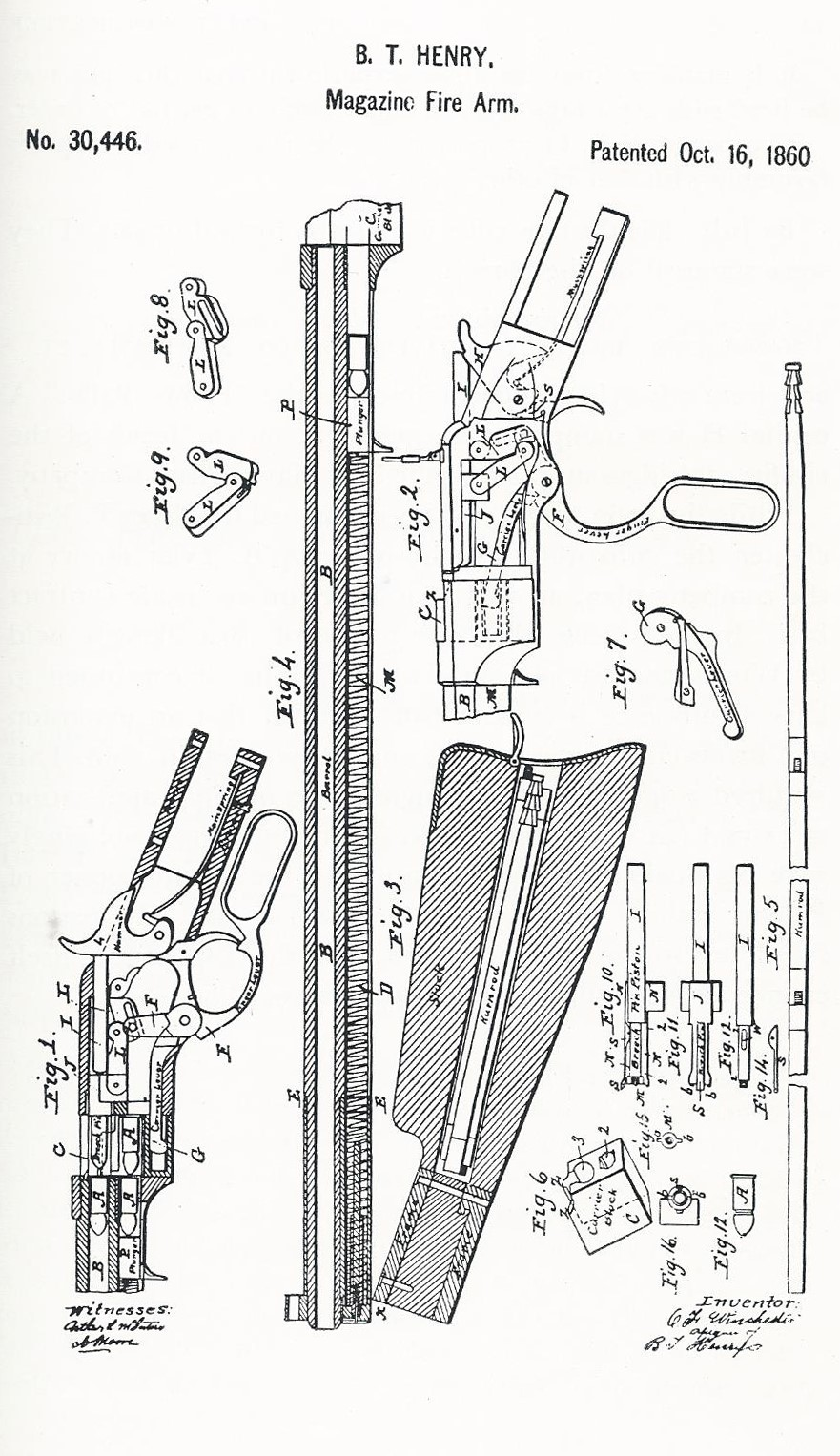
Patentzeichnung des Henry-Gewehrs

Das Henry-Gewehr (amerikanisch Henry Rifle), auch 1860 Henry genannt, war eine Weiterentwicklung der Volcanicwaffen durch Benjamin Tyler Henry. Das 1860 patentierte, doch erst 1862 in Serie produzierte Unterhebelrepetiergewehr war das erste Gewehr auf dem US-amerikanischen Markt, das Einheitspatronen mit Metallhülsen verschoss. Das auf Kaliber 44 Henry-Patronen ausgelegte Modell fasste 16 Schuss (15 Patronen im Magazin, eine Patrone in der Ladekammer). Damit verfügte es über eine für die damalige Zeit enorme Magazinkapazität.

## Geschichte

Volcanic-Pistole Kal .41, ein Vorgänger des Henrygewehres und der Unterhebelrepetiergewehre

Im Jahre 1854 forschten Horace Smith und Daniel Baird Wesson (die späteren Firmengründer der Smith & Wesson) an einer neuen Munitionsform für ihre Repetierpistolen und Gewehre. Diese Unterhebelrepetierer mit Kniegelenkverschluss und Röhrenmagazin verschossen eine Munition, bei der die Treibladung aus Schwarzpulver mit der Zündladung aus Knallquecksilber direkt im Projektil saß. Da diese hülsenlose, Rocket Ball genannte Munition keine Abdichtung der Kammer erlaubte und nur eine minimale Pulverladung enthielt, hatte sie eine nur geringe Durchschlagskraft und Reichweite. Die Partner Horace Smith und Daniel Wesson entwickelten deswegen auf der Basis der von Louis Nicolas Auguste Flobert patentierten Flobert-Patrone die .22-Rimfire-Patrone, eine für ihre Zeit fortschrittliche Hülsenmunition, die am 8. August 1854 patentiert wurde.
Sie verzichteten jedoch auf die Weiterentwicklung ihrer Repetierpistole und konzentrierten sich auf die Entwicklung und Produktion von Revolvern. Mit dem Inhaber des Rollin-White-Patents brachten sie den ersten Patronenrevolver, den Smith & Wesson No 1 im Kaliber .22, zur Produktionsreife.

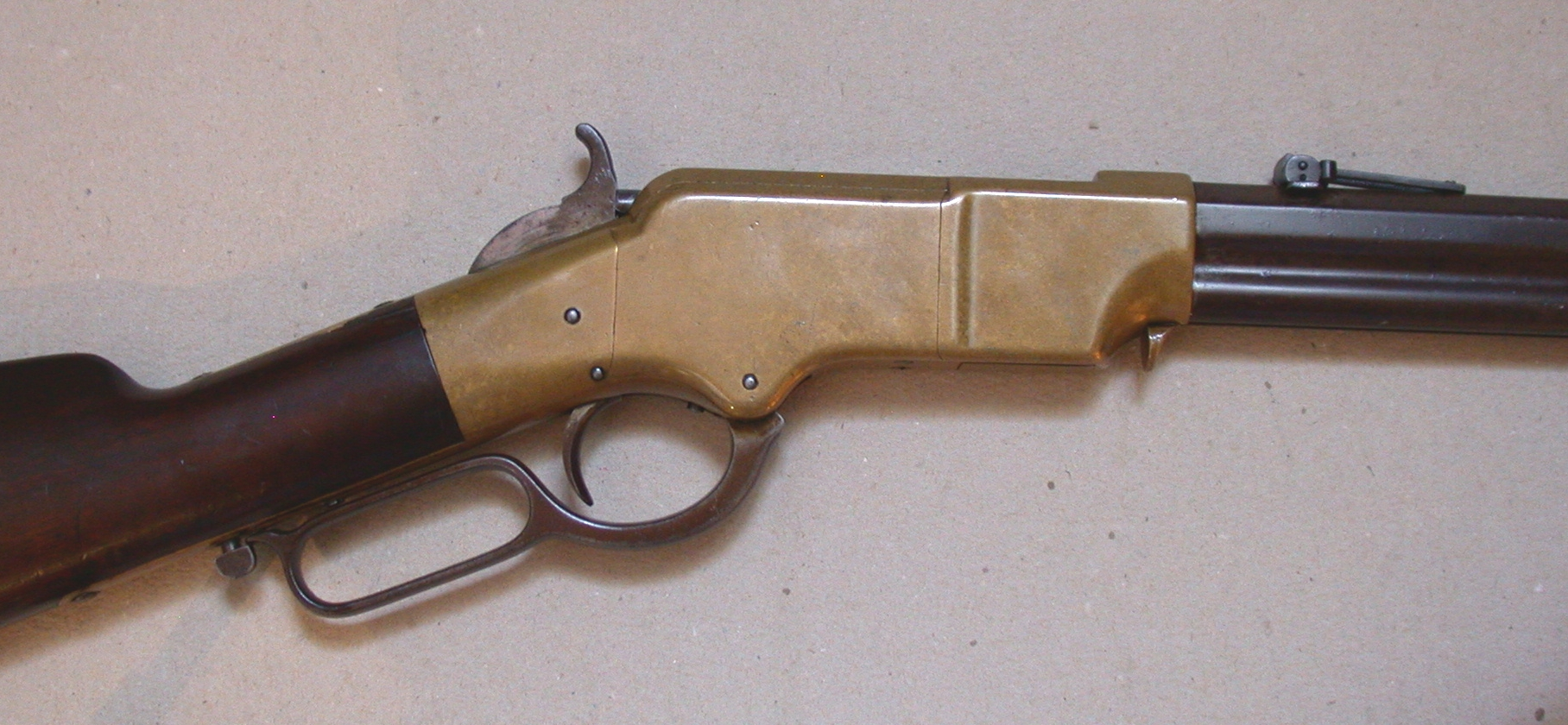
Henry Rifle, Verschlusskasten

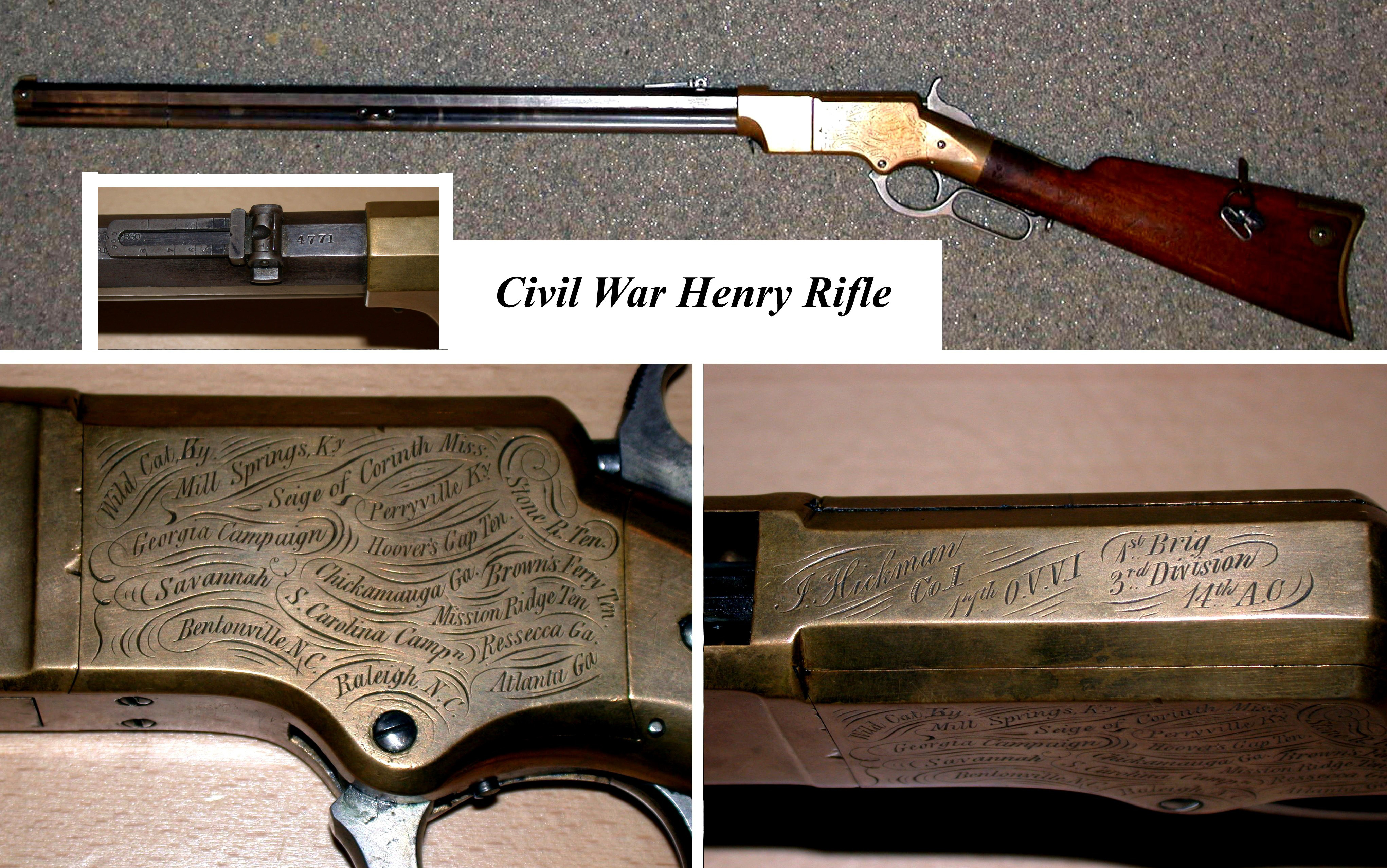
Henry Rifle 1860 (Original aus dem Amerikanischen Bürgerkrieg)

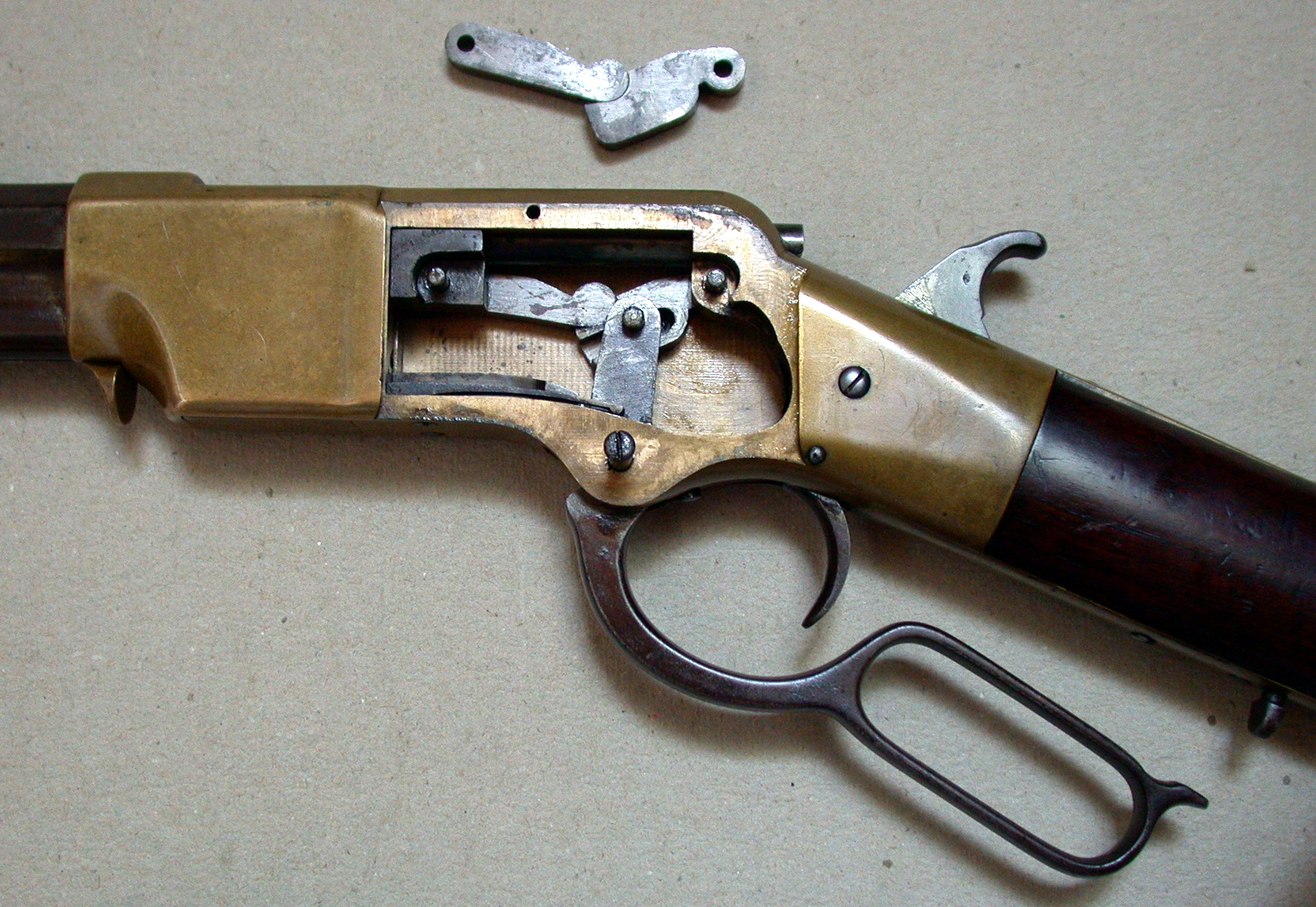
Henry-Gewehr, Funktion

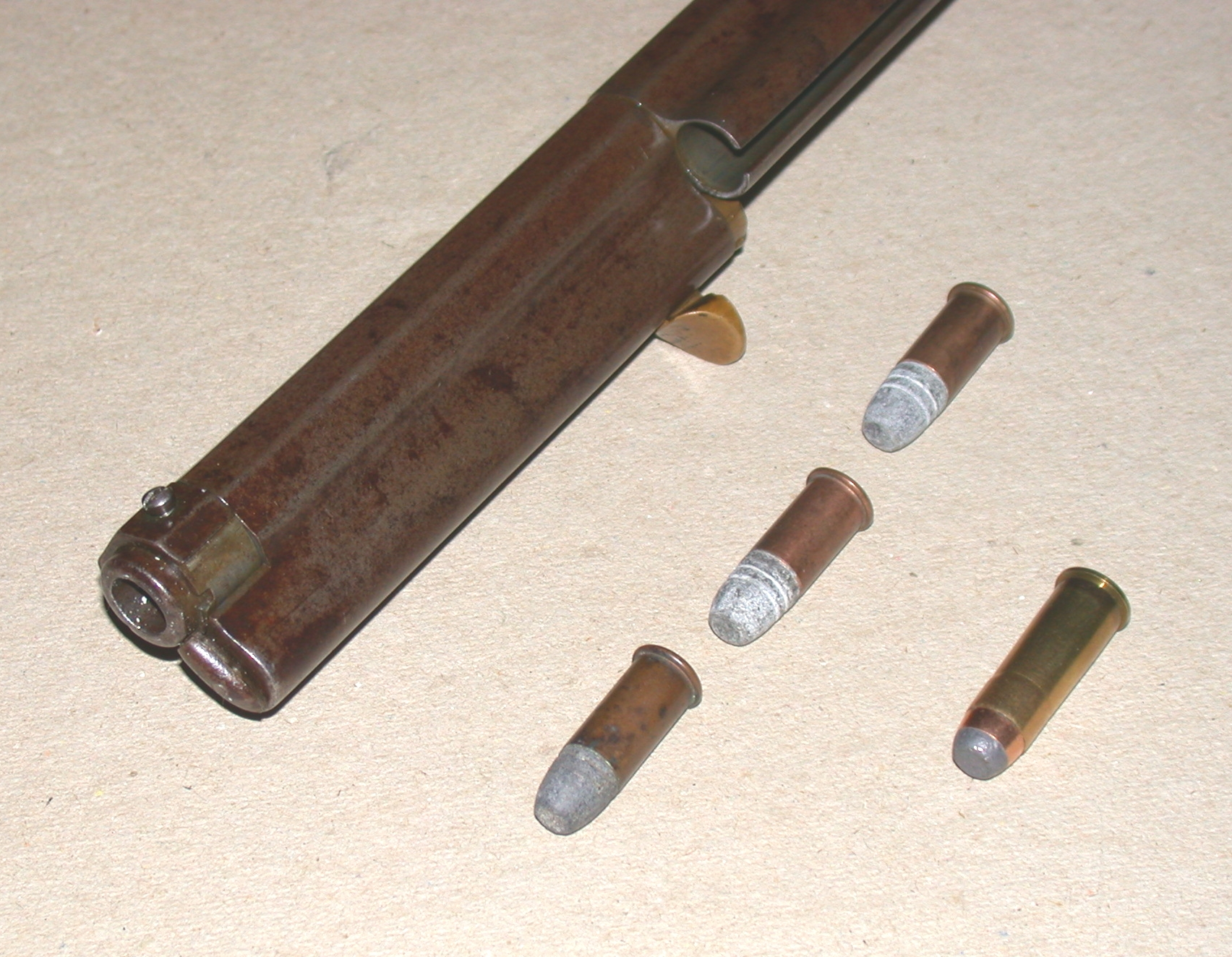
Röhrenmagazin des Henry-Gewehrs zum Beladen geöffnet, 3 Henrypatronen, zum Vergleich eine .44-40 WCF-Patrone

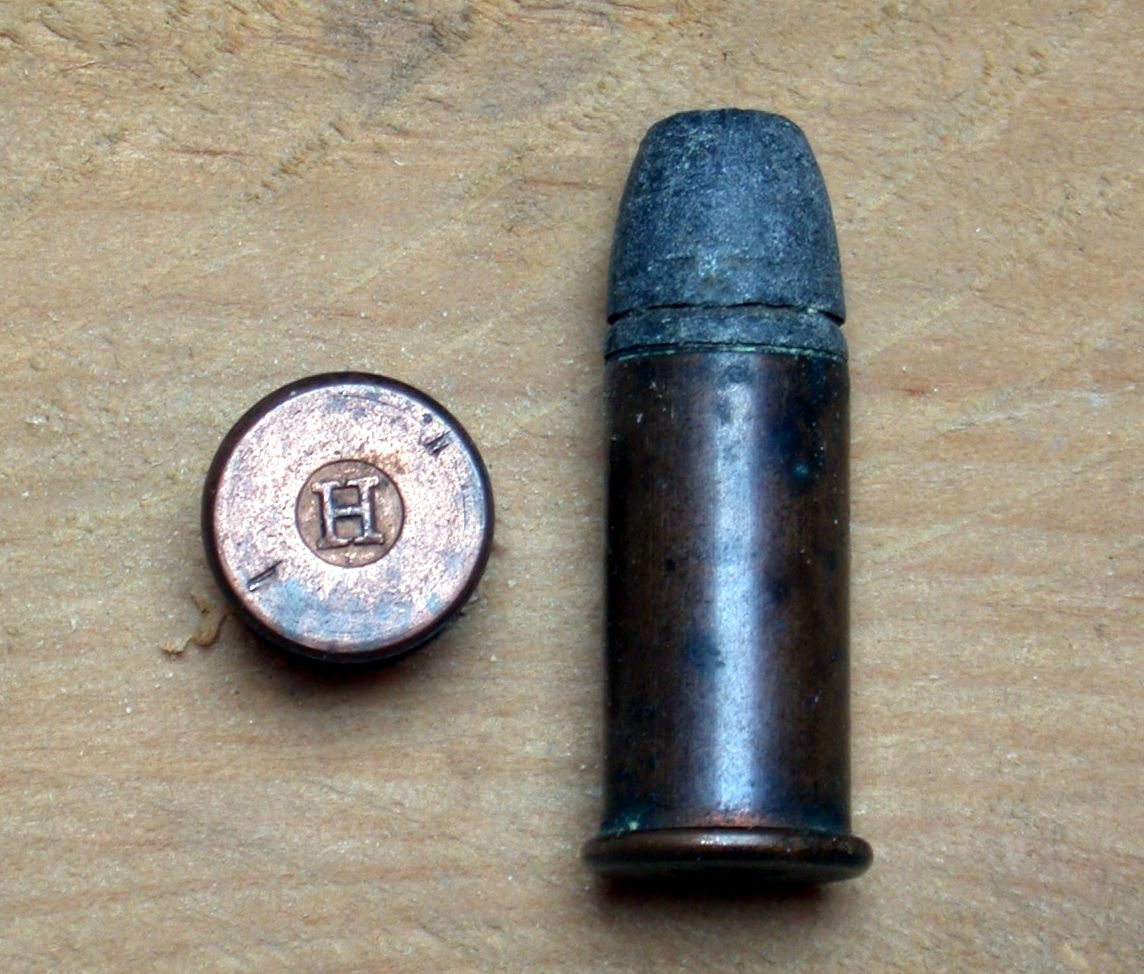
.44 Henry Flat Cartridge

Die Unterhebel-Repetierpistolen überließen sie der New Haven Arms Company von Oliver Winchester, der diese sowie Gewehre des gleichen Systems unter dem Namen Volcanic auf den Markt brachte. Da der Erfolg ausblieb, engagierte Winchester Benjamin Tyler Henry und beauftragte ihn, das System zu verbessern. Henry entwickelte auf der Basis der Volcanic-Waffen einen Unterhebelrepetierer, der eine großkalibrige Hülsenmunition verschoss, und ließ diesen im Oktober 1860 patentieren. Die 16-schüssige Waffe verschoss die von Henry speziell für diese entwickelten Randfeuerpatronen im Kaliber .44 Henry mit Kupferhülsen. Um ein sicheres Zünden der Patronen zu gewährleisten, entwarf Henry einen Verschluss mit Doppelzündung. Dieser schlug auf zwei Seiten des Patronenrandes, um Fehlzündungen zu vermeiden. Ein Mangel am Henry-Gewehr war sein unten offenes Magazin; dies konnte zur Verschmutzung der Patronen führen, wenn die Waffe von einer Erdauflage aus geschossen wurde. Insgesamt wurden bis 1866 etwa 12.800 Waffen produziert, der Großteil mit einem Verschlussgehäuse aus Rotguss, in der Waffenliteratur meist Messing genannt. Der Nachfolger des Henry-Gewehres war das Winchester-Gewehr Model 1866, das wie sein Vorgänger die .44-Randfeuerpatrone verschoss.
Die Einrichtung der Fertigungsanlagen und die Materialbeschaffung nahmen viel Zeit in Anspruch. Da Oliver Winchester interessiert war, an die US-Army zu liefern, schickte er im Juni 1861 ein handgefertigtes Exemplar der Waffe an das Ordnance Department, doch trotz positiver Tests blieben Bestellungen aus. Erst im Mai 1862 wurden erste nach ihrem Konstrukteur benannte serienmäßig hergestellte Henry Rifle ausgeliefert. Im Jahre 1862 konnten bis Oktober 900 Stück hergestellt werden. Ab 1864 betrug die monatliche Produktion 290 Stück. Der ursprüngliche Preis für ein Henry-Gewehr betrug 42 US-Dollar, während ein in der Springfield Armory hergestelltes Vorderladergewehr mit gezogenem Lauf 13,93 US-Dollar kostete. Nachbauten von Henry-Gewehren werden noch heute hergestellt, im Gegensatz zum Original verschießen diese jedoch Munition mit Zentralzündung.
Bis zur Seriennummer 355 existieren auch Henrys mit eisernem Verschlusskasten. Deren Anzahl wird auf etwas über 200 geschätzt. Möglicherweise bestellte Oliver Winchester eine Serie von Gehäusen bei einem auswärtigen Hersteller, da seine Fertigungsanlagen noch nicht bereit waren. Möglich ist, dass diese Waffen für die Marine vorgesehen waren. Tatsache ist, dass Winchester eine der ersten produzierten Waffen an Captain John A. Dahlgren für Tests schickte. Diese wurden am 16. Mai 1862 vom Lieutenant W. Mitchell im Washington Navy Yard durchgeführt und brachten folgende Resultate: In 3 Minuten 36 Sekunden wurden 187 Schuss abgegeben, insgesamt konnten 1040 Schuss ohne Demontage der Waffe abgegeben werden. Trotz dieser vorzüglichen Resultate bestellte das Naval Bureau of Ordnance keine Henry-Gewehre, sondern 700 Spencer-Rifles.
In den USA war damals wegen des Bürgerkriegs ein enormer Bedarf an Waffen vorhanden, und so wurden zwischen 1862 und dem Ende des Krieges am 9. April 1865 etwas über 8600 Henry-Gewehre hergestellt. Direkt an die US-Armee gingen 1103 Gewehre, von denen 800 die Inspektormarke von C.G.C. (Charles G. Chapman) trugen. Mit den Lieferungen nach dem Friedensschluss erhielt die Armee der Nordstaaten insgesamt 1731 Henrys. Eine große Zahl der Waffen wurde von Einheitskommandanten für ihre Truppen erworben, und viele Henrys wurden direkt von Kriegsteilnehmern gekauft. Diese erhofften sich von den Hinterladern mit Magazin einen Vorteil gegenüber den meist mit Vorderladern bewaffneten Konföderierten-Truppen der Südstaaten. Deren Soldaten sprachen vom „Yankee-Gewehr, das sie am Sonntag laden und mit dem sie die ganze Woche feuern“.
In den Indianer-Kriegen kam die Waffe auf Seite von US-Einheiten unter anderem bei der Schlacht von Beecher Island zum Einsatz. Nachdem etwa 12.800 Henrys hergestellt waren, wurde die Produktion stufenweise umgestellt. Das nachfolgende Gewehr mit dem gleichen Verschlusssystem und als Neuerung einem geschlossenen Röhrenmagazin sowie seitlich am Verschlussgehäuse angebrachter Ladeöffnung hieß Winchester Mod. 1866. Mit dem Beginn seiner Produktion wurde die New Haven Arms Company in Winchester Repeating Arms Company umbenannt. Da die Henrys und das Modell 66 Winchester in der gleichen Nummernreihe hergestellt wurden, tragen vereinzelte Henry-Gewehre Nummern bis 14.000.

## Funktion der Waffe
Das 15 Schuss fassende Magazin hat unten in seiner ganzen Länge einen Schlitz. Zum Beladen wird der Magazinzuführer nach vorne geschoben und der vordere Teil der Magazinröhre ausgeschwenkt. Nach dem Einführen der Patronen wird der vordere Teil zurückgedreht und gibt damit den federbelasteten Magazinzuführer frei.
Um die Waffe feuerbereit zu machen, wird der mit dem Abzugsbügel kombinierte Ladehebel nach vorn geschwenkt. Dadurch wird das gestreckte Kniegelenk geknickt und der jetzt entriegelte Verschluss zurückgezogen. In der letzten Phase des Rücklaufs spannt der Verschluss den Hahn; gleichzeitig bringt der Patronenzuführer eine Patrone nach oben vor das Patronenlager. Beim Zurückziehen des Ladehebels läuft der Verschluss vor und schiebt die Patrone in das Patronenlager. Am Ende des Vorlaufs wird der Verschluss durch das wieder gestreckte Kniegelenk verriegelt und der Patronenzuführer nach unten gezogen. Die Waffe ist feuerbereit. Nach dem Betätigen des Abzuges schlägt der Hahn auf den hinteren Teil des Verschlusses, der Schlag wird auf die vorne liegenden Zündnocken übertragen, die links und rechts auf den Rand der Patrone schlagen und diese zünden.
Nachgeladen wird durch eine erneute Ladebewegung. Dabei wird die leere Patronenhülse durch den oben am Verschluss angebrachten Auszieher ausgezogen und vom nach oben gehenden Patronenzuführer ausgeworfen. Das Nachladen dauert etwa zwei Sekunden.

## Munition
Die von Benjamin Tyler Henry aus der Flobertpatrone weiterentwickelte .44-Henry-Randfeuerpatrone, auch bekannt unter der Bezeichnung .44 Rimfire, .44 Long Rimfire und 11×23R, wurde speziell für das Henry-Gewehr entwickelt. Die Nachfolger des Henry, die Winchester-Gewehre und Karabiner Model 1866, verwendeten die gleiche Patrone. Auch andere Waffen wie der Revolver Smith & Wesson No 3, der Colt Model 1871/72 „Open Top“ und später auch der Colt Single Action Army verschossen diese Patrone.
Die Bezeichnung .44 bezog sich auf das Nominalkaliber, der effektive Geschossdurchmesser betrug jedoch .446 inches (11,3 mm). Es gab zwei Geschosstypen: das Ogivalgeschoss und das vorne flache Henry-Flat-Geschoss. Die Geschosse wogen 200 oder 216 grain (13 g oder 14 g). Die Hülsen bestanden aus Kupfer, später wurde auch Messing verwendet. Die Ladung betrug 26 bis 28 grains (1,7 bis 1,8 g) Schwarzpulver. Die Mündungsgeschwindigkeit betrug bei Verwendung im 24-inch-Gewehrlauf etwa 1125 feet/s, was 342 m/s entspricht. Die Treffsicherheit auf Einzelziele lag bei einer Schussentfernung von maximal 200 m.

## Sonstiges
Karl May rüstete seinen Romanhelden Old Shatterhand bzw. Kara ben Nemsi mit dem „Henrystutzen“ aus, einer Phantasiebüchse mit phänomenalen Eigenschaften, die außer dem Namen kaum Gemeinsamkeiten mit dem Henry-Gewehr hat. Bei der im Karl-May-Museum als Henrystutzen bezeichneten Waffe handelt es sich um eine Winchester Model 1866.
1996 wurde die Henry Repeating Arms Company in Brooklyn, (New York) gegründet. Die Firma im Besitz von Anthony Imperato ist auf die Herstellung von Nachbauten von Unterhebelrepetierern spezialisiert.